# Aneipo diva
Aneipo diva är en insektsart som beskrevs av George Willis Kirkaldy 1906. Aneipo diva ingår i släktet Aneipo och familjen vedstritar. Inga underarter finns listade i Catalogue of Life.